# Mag
|  | No s'ha de confondre amb il·lusionista. |

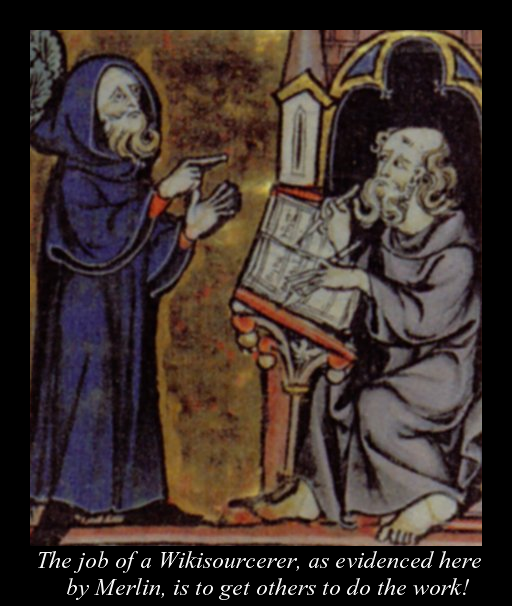
Merlí, príncep dels encantaments, és un dels mags més coneguts

Un mag, màgic, bruixot, fetiller o encantador és una persona que es dedica a la bruixeria o a certs tipus de màgia. Tot i que, avui en dia, hi ha persones que s'autoqualifiquen de bruixes o bruixots en un sentit positiu del terme, històricament les bruixes, reals o imaginàries, han estat fortament perseguides, acusades de pactes amb el dimoni i de tota classe de maldats. A l'edat mitjana i moderna, moltes dones van acabar cremades acusades de ser bruixes. És un terme ampli i, segons l'època i el sentit, pot referir-se també a bruixot, un xaman, o un mag. Els mags posseeixen poders màgics sensacionals i extraordinàriament poderosos. Alguns d'ells han rebut la màgia pels seus propis recursos o estudis, d'altres potser els han pres d'un poderós mestre d'arts màgiques, i d'altres poden haver-les adquirides des del naixement. Actualment, sol usar-se per a parlar d'aquell que practica l'il·lusionisme.
La concepció més estesa del fetiller i mag és la d'una persona amb poders paranormals, ja siguin per a propòsits malvats o benèvols, que coneix encanteris i propietats de la natura no accessibles a la majoria, o que té dons profètics. De vegades, la por popular els associa a déus pagans o fins i tot al mateix dimoni. Alguns noms, les distincions, o els aspectes, en poden tenir més d'una connotació negativa que d'altres, depenent de l'escena i del context. (Vegeu també màgia i religió, per a alguns exemples.)
També es pot referir a l'última classe de fetiller com un encantador, bruixot (bruixa), mag, magus, nigromant o invocador. Aquests termes d'encavalcament poden ser distingits per algunes tradicions o alguns escriptors de ficció. Quan es fan tals distincions, els fetillers són més sovint practicants d'evocacions o màgia negra i hi pot haver variacions sobre el grau i tipus de poder associats a cada nom.

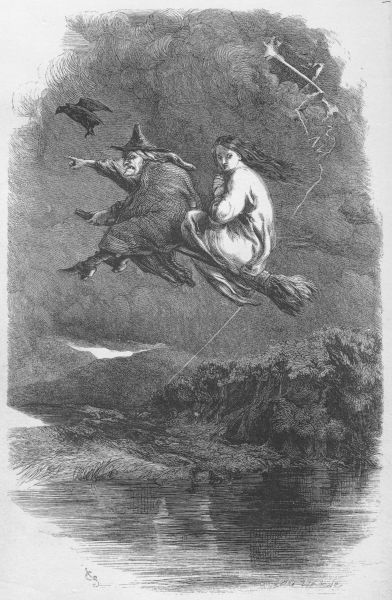
Imatge típica d'una bruixa volant sobre una escombra

Una bruixa és una dona que practica la bruixeria, és a dir, un poder malèfic exercit per qui se suposa que té un pacte amb el diable. Els homes que la practiquen són anomenats “bruixots”. A diferència, però, de la màgia pròpiament dita, que apareix com una capacitat tècnica que pot ser apresa per qualsevol, la bruixeria és considerada una qualitat innata dels qui se suposa que la posseeixen.
Una bruixa és també un arquetip de dona sàvia. La saviesa se sol representar per múltiples arrugues molt fines a la cara, ja que històricament es relacionaven amb l'experiència i la vellesa. Les societats androcentristes i masclistes medievals i de segles posteriors l'han convertida, sovint, en un ésser perillós (per als homes) pel seu poder, el coneixement i la llibertat. En aquestes èpoques, sobretot per als homes, esdevé un ésser lleig i malvat, que no ho era en les èpoques antigues. Fins i tot, s'ha arribat a assassinar dones, cremades i enterrades vives, etc., acusades de ser bruixes, cosa que va donar lloc a l'anomenada cacera de bruixes. En canvi, moltes nenes petites juguen i somien a ser bruixes, i aquest sentiment d'atracció i admiració persisteix, si no se'ls hi treu presentant-los com un ésser lleig i esgarrifós, fins a la seva maduresa i fins i tot a la vellesa.
És creença popular que les dones nascudes en determinats pobles (Arbúcies, Llers, Cadaqués, Altafulla i Centelles, a Catalunya; Zugarramurdi, al País Basc) són bruixes, i que les altres adquireixen aquest poder amb un pacte amb el diable o per algunes pràctiques màgiques.
Alguns indrets es relacionen popularment amb reunions de bruixeria. Així, la ciutat de Benevent (Campània), i els Blocksberg, especialment el de Brocken (Saxònia), on se celebra la Walpurgisnacht; la plana de Barahona, a Castella; Corio, on es reunien les meigues gallegues; i Cernégula, on tenien lloc els aplecs de bruixes asturianes. A Catalunya, la muntanya del Pedraforca i el pla de les Bruixes, prop de Vallgorguina, al Maresme.

## Història

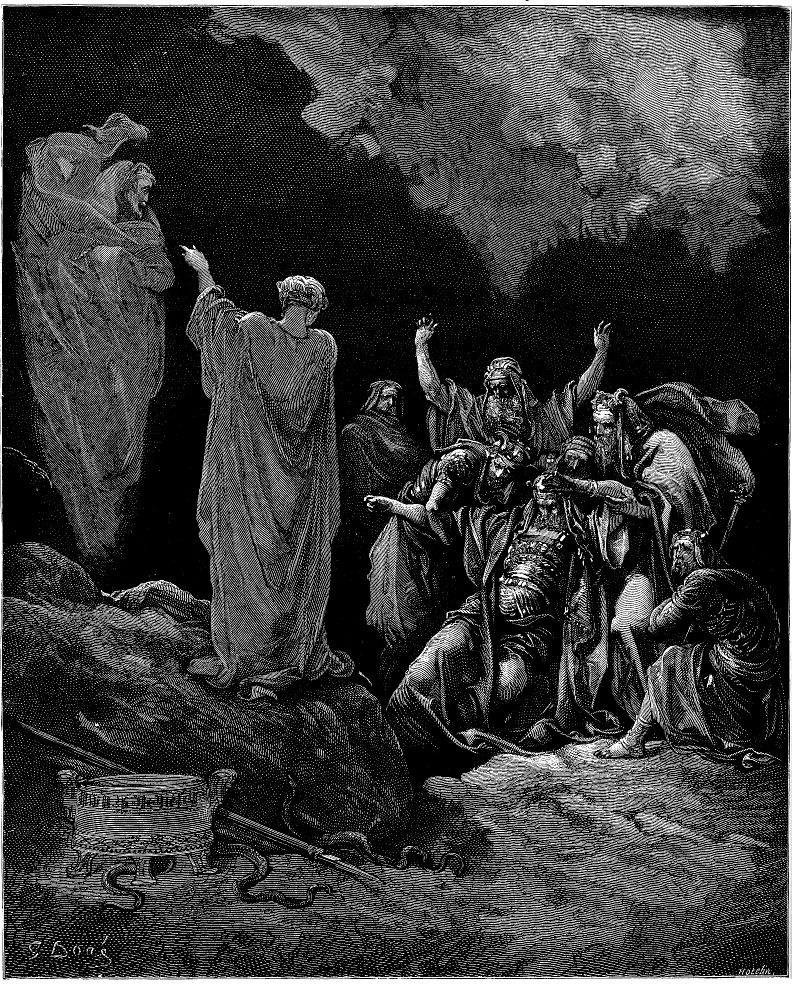
Bruixots practicant la fetilleria

Molta gent ha manifestat que eren fetillers o fetilleres, o es considerava comunament que eren així en l'època. Un fetiller, en aquest cas, és una persona que afirma estar especialitzada en arts considerades ocultes o arcanes. Durant la història, n'hi ha hagut molts que han afirmat de tenir coneixement secret de la màgia. Alguns afirmaven saber tècniques ocultes que sentien que podrien ser de gran ajut. Potser l'exemple més vell d'això és el coneixement secret gelosament vigilat de la fabricació i manteniment del foc.
L'alquímia, en particular, contenia molts elements que es considerarien ara màgics, però també molts d'altres que s'han incorporat a la ciència de la química. Les llegendes a l'Europa medieval atribuïen a Virgili poders profètics, i a vegades habilitats màgiques, com en el conte de fades que Virgilius el Fetiller recollia en el Llibre de Fada Violeta. La figura de Faust sembla haver estat basada en un alquimista real, Johann Georg Faust, a qui s'acusava en vida de la màgia que practicava. Jehoshua Ben-Pandira -un mag egipci- ha estat suggerit per l'erudit Gerald Massey per ser l'originari Jesús.
Els atsinganoi, la primera gent de Roma descrita en temps de Constantí IX, l'escriptor ocult Heinrich Cornelius Agrippa, l'alquimista John Dee, astròleg de la cort de la reina Elisabet i la figura controvertida d'Aleister Crowley, són exemples d'aquests practicants de màgia. En creences religioses contemporànies, és comunament acceptat que tot aquell que pràctica màgia està relacionat amb el diable i, per tant, practica màgia negra.

### Pacte amb el diable
Es creia que, en un principi, un bruixot o fetiller (i, en femení, bruixa o fetillera) practicava la màgia gràcies al pacte que havia fet amb el diable; aquest els donaria un gran poder màgic a canvi que no creiessin en déu i fessin el mal, i volgueren la màgia negra per fer el mal. Aquest pacte els donaria poders per conquerir els seus objectius en els seus rituals. Això estaba en contra de la doctrina de l'Església catòlica, i de la Santa Inquisició i, segons els testaments d'aquella època i, per tant, en la seva vida i costums, tenir poders màgics era ser malvat (tot i que no tenia per què ser així; sempre depèn de la persona, en aquest cas, usuària de la màgia).

### Llegendes i folklore

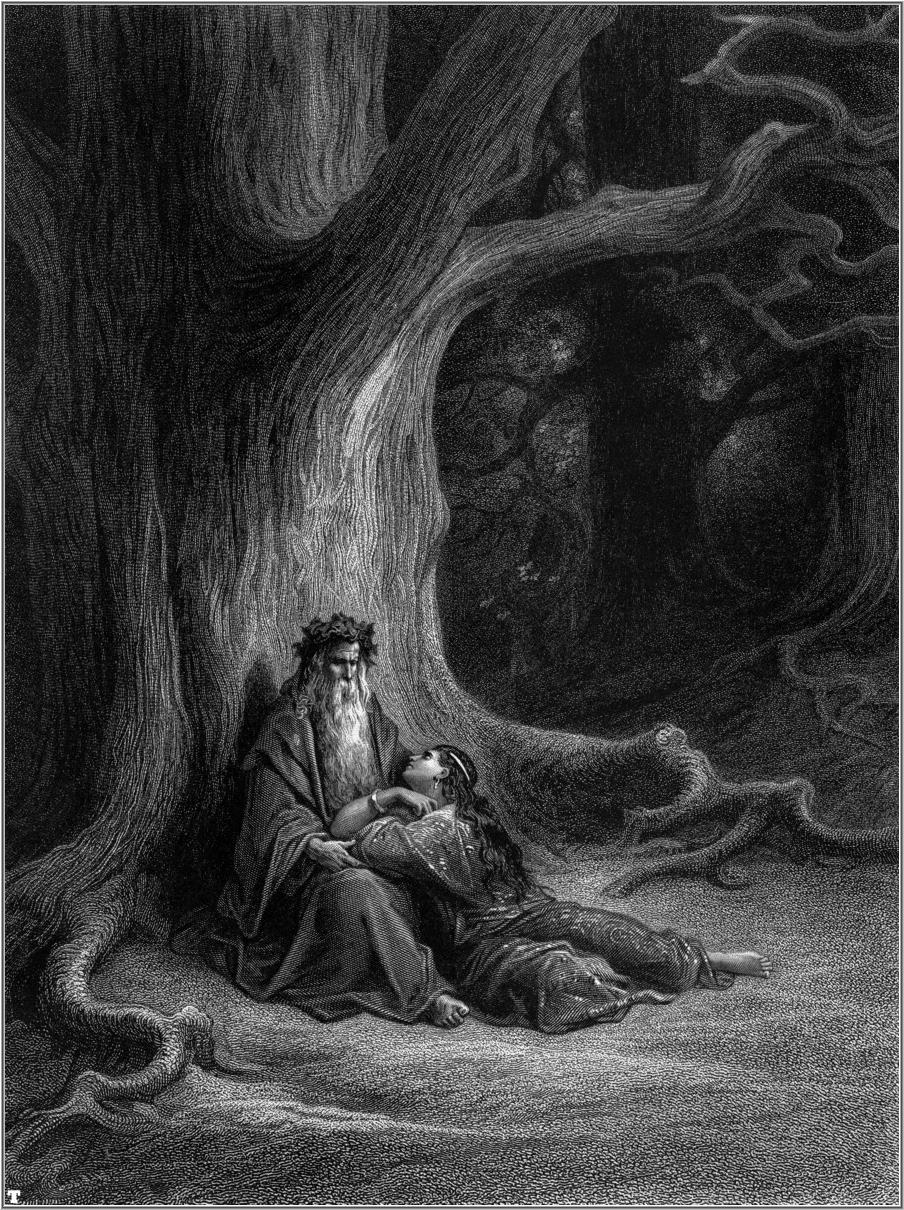
Representació de Merlí i el rei Artús

D'altra banda, el personatge de la bruixa també ha estat una font abundant de mites i tradicions en la cultura popular de molts països (vegeu mitologia catalana sobre bruixes per a una descripció de les principals llegendes sobre bruixes als Països Catalans). En molts indrets, les bruixes formen part de mites i contes, que serveixen per a espantar els nens. En aquests contes, normalment, els bruixots i fetillers són malvats, però no sempre ha de ser així. Gàndalf, per exemple, el fetiller (o mag) d'El senyor dels anells, no és malvat i a més a més té un paper important en l'argument de l'obra de Tolkien.
Merlí fou un mag gal·lès que es creu que va viure a finals del segle vi i és una de les figures centrals del cicle artúric. És el mag més famós de la història europea, inspirador de molts mags de la literatura universal. Segons l'especialista bretó Jean Markale, Merlí és una figura polifacètica que personifica diferents arquetips del món mític celta; com el druida, el bard, l'humà salvatge, el xaman i el profeta.
Segons algunes versions, Merlí va ser engendrat pel dimoni (íncube) Asmodeu, un esperit corromput que es va unir il·lícitament amb una monja. Altres versions menys truculentes suggereixen que Merlí fou concebut per la seva mare sense cap intervenció masculina. Finalment, d'altres creuen que el va engendrar la força màgica de l'antiguitat. D'altra banda, una versió més apegada a la història diu que Merlin, Myrddin Emrys en gal·lès, era fill bastard d'un dels reis de Bretanya: Ambrosi Aurelià, germà més gran d'Uther Pendragon.
En tot cas, sembla que Merlí va ser creat al principi per atreure els humans al costat fosc que tot humà guarda, però en créixer va decidir fer precisament el contrari: esdevingué guia espiritual de la seva època i conseller de diferents reis, com Vortigern, Uther Pendragon i el famós Artús de Camelot.

## Els mags en la ficció
Els mags ficticis han estat inspirats en aquelles persones perseguides per la Inquisició en els temps de l'edat mitjana. Això no vol dir que tots els mags de ficció siguin persones malèvoles. Depenent de la llegenda, obra o videojoc, el mag fictici pot conèixer la màgia negra o la blanca. Si utilitza la màgia negra, normalment aquell usuari de la màgia serà malvat (cas del malvat Saruman, el Blanc). Si, al contrari, utilitza la màgia blanca, serà bo (en el cas de Gandalf, el Gris o el Blanc), però no sempre és així.
A part d'aquest fet, és gairebé impossible d'analitzar si la màgia de l'usuari és bona o dolenta. Només amb el reflex de les accions es pot veure això, no quan el mag està a punt de practicar l'encanteri. Depèn de les accions del mag i dels seus desitjos. La màgia sempre actuarà sota els desitjos del seu amo, encara que tingui desitjos perversos o benèvols; però és així com un personatge de ficció no usuari de les arts màgiques pot distingir si un mag és dolent o bo.
Hi ha hagut diferents mags ficticis en la història i cultura de la humanitat. Alguns són simplement llegendes o mites. D'altres pertanyen a diferents llegendes, obres literàries, cinema o videojocs. Molts d'ells (com en el cas de llegendes, Merlí), poden haver existit de veritat, i poden ser no ficticis.
Quan es fa referència a un mag de ficció, es tracta d'un personatge inexistent; potser alguns han inspirat mites i llegendes, com el mag Merlí, el denominat príncep de la màgia; d'altres potser són personatges de ficció de novel·les i obres, com per exemple Gandalf, d'El senyor dels anells de Tolkien. D'altres potser pertanyen al poderós camp dels videojocs (específicament, dels de rol), en què hi ha grans mags i fetillers, com el Black Mage de Final Fantasy; Vivi, o el malvat i excèntric Kuja, fins al despietat, malèvol i sempre intimidador Ganondorf, el Gran Rei del Mal de La llegenda de Zelda.

### Literatura

#### Mags enEl senyor dels anells
Gàndalf és un dels mags ficticis de l'univers de J. R. R. Tolkien, en la Terra Mitjana. Pertany als istari (mags), que també formen part dels màiar (uns dels éssers que Ilúvatar envià a Eä, juntament amb els vàlar). Gàndalf és el nom que li donen els humans, els éssers temptats pel poder. Els elfs li diuen Mithràndir (el Pelegrí Gris). Gàndalf és un dels protagonistes principals d'El Hòbbit i d'El senyor dels anells i pren part activa en la Guerra de l'Anell, així com el seu principal anhel és la derrota del Senyor Negre, Sàuron, cosa que Frodo Saquet aconsegueix. El seu aspecte d'ancià amb barret punxegut i barba llarga és un referent en l'imaginari col·lectiu i, juntament amb Merlí i Albus Dumbledore, es considera el prototip de mag en la ficció occidental.
Sàruman, el Blanc, és un dels mags ficticis de l'univers de J. R. R. Tolkien. És el primer de l'ordre dels istari que, en la tercera edat, van anar a la Terra Mitjana enviats pels vàla, per tal de combatre l'ascens del poder malèfic de Sàuron. Com tots els istar, en realitat era un maia encarnat en un cos humà. A la fi de la tercera edat, el seu aspecte era el d'un home vell amb llarga barba blanca. Saruman va ser temptat pel poder de Sàuron i es desvià cap al mal d'aquest. Gandalf fou qui acabà amb la seva bruixeria, però no obstant això fou Grima, Llengua de Serp, qui assassinà el malvat mag.

#### Mags en el món deHarry Potter
Harry James Potter és un mag de ficció protagonista de les obres de la saga Harry Potter de l'escriptora J. K. Rowling. Fill de James Potter i Lily Evans, va néixer el 31 de juliol del 1980 al Cau d'en Goldric. Va heretar els cabells del seu pare i els ulls de la seva mare. En plena guerra en el món màgic entre l‘orde del Fènix liderat per Albus Dumbledore, i els Cavallers de la Mort, liderats pel malvat mag tenebrós, conegut com a Lord Voldemort, la família Potter és atacada pel mateix Voldemort i maten el pare de Harry, James, i la mare, Lily. Gràcies al seu sacrifici, ja que moren protegint el seu fill, quan Voldemort ataca Harry amb el malefici de la mort (Obitus per Subitum) per matar-lo, aquest el rebota i impacta en Voldemort, que perd el cos i els seus poders màgics i introdueix en Harry una part de la seva ànima. D'aquell incident, Harry en conserva una cicatriu en forma de llamp al front. Harry pot vèncer Voldemort deixant-se destruir la part de la seva ànima que Voldemort li transmet i acabant amb Voldemort per sempre més.
Albus Dumbledore és un mag de ficció de la saga Harry Potter, i el mag més poderós de la sèrie, creada per l'escriptora britànica J. K. Rowling. Durant la majoria de la història, és el director de l‘Escola de Bruixeria Hogwarts. A més, és el creador de l‘orde del Fènix, una organització dedicada a lluitar contra l'antagonista principal de la saga, Lord Voldemort. El director de la Rowling en l‘Escola Primària de Sant Miquel, Alfred Dunn, ha estat la inspiració per a la creació de Dumbledore. Dumbledore morí a mans del professor Snape; però tot era un pla ideat per ell i Snape per distreure Voldemort i donar a Harry una oportunitat per vèncer el malvat mag.

### Mags en els videojocs

#### Mags enLa llegenda de Zelda
Ganondorf, el Gran Rei del Mal i antagonista principal de La llegenda de Zelda, era un fetiller terrible. Utilitzà els seus coneixements de màgia (donats gràcies als coneixements de Twinrova) per a fer-se més poderós amb la Triforça, una relíquia omnipotent i totpoderosa de les dees d'Hyrule. Ganon es convertí en el mag més poderós de l'univers Zelda i en el pitjor enemic d'Hyrule en tota la seva història. Els seus poders de la Triforça del Poder el feien tenir màgia il·limitada, de manera que ningú (excepte Link) li podia fer front. L'espasa Mestra era l'única arma capaç de derrotar-lo junt amb la poderosa Triforça del Valor.
Vaati, el Mag Vent, és un altre mag poderós a La llegenda de Zelda. Molts el consideren el segon més poderós després de Ganon. Vaati, un jove minish, robà el barret dels desitjos del seu mestre Ezero, i es convertí en un mag terrible. Més tard, aconsegueix la força per tenir poders il·limitats, que segons ell el convertien en el mag més poderós de tots els mons. Així, Vaati es convertí en un déu, un déu ple de màgia negra. Però l'espasa sagrada era l'única arma capaç de vèncer-lo.
Un altre mag és Agahnim, el Mag Fosc de La llegenda de Zelda. Agahnim farà un pacte amb Ganon; ell li donarà una màgia poderosa si podia trencar el setge dels sages que l'empresonava. Agahnim es convertí és un poderós mag i trencà el setge dels sages. Però el que no sabia el malvat mag és que Ganon només l'utilitzava. Així, Agahnim, la font del poder de la màgia de Ganon, morí per la fulla de l'espasa Mestra, l'única capaç de vèncer Ganon.
Zant, el rei usurpador, un dels descendents dels usuaris de la màgia negra twili, també farà un pacte amb Ganondorf, i d'ell obtindrà el poder que sempre desitjava. Usurparà el tron del Regne del Crepuscle (a la princesa Midna, una altra fetillera) i es convertirà en el rei del Crepuscle. Zant havia aconseguit una màgia molt poderosa que el convertia en un fetiller terrible. Però la debilitat de la maldat de la màgia de Ganon era l'espasa Mestra i, per tant, Zant fou derrotat per aquesta junt amb la Triforce del Valor.
Els wizzrobe, enemics comuns de La llegenda de Zelda, també són poderosos mags de ficció. En Un enllaç al passat, es mostra que eren els deixebles d'Agahnim, el Mag Negre. Però el wizzrobe sempre han estat envoltats de la màgia de Ganon i la saben utilitzar a favor seu per arribar a aconseguir neutralitzar Link. Els wizzrobe estan sumits en un misteri, ja que gairebé mai (només en La màscara de Majora) se'ls veu la cara, ja que van tapats per llargues túniques o per màscares.

#### Mags enFinal Fantasy
Kuja, en L'àngel de Darnkess, és un poderós mag. Domina els indicis de la vida poderosa i malèfica de la màgia negra. Aquesta dominació per la màgia era fàcil per a ell, ja que havia estat creat per portar la destrucció de Gaia perquè la Terra pogués sobreviure a l'extermini. Garland, el gran mestre de les ànimes, el creà amb aquest propòsit: destruir Gaia per salvar la Terra. Però Kuja era ambiciós i es deixà seduir pel poder. Ací comença la història de Fantasia final IX, en què el malvat Kuja, antagonista principal del joc, intentarà controlar l'univers sencer.